# Криниця-Морська

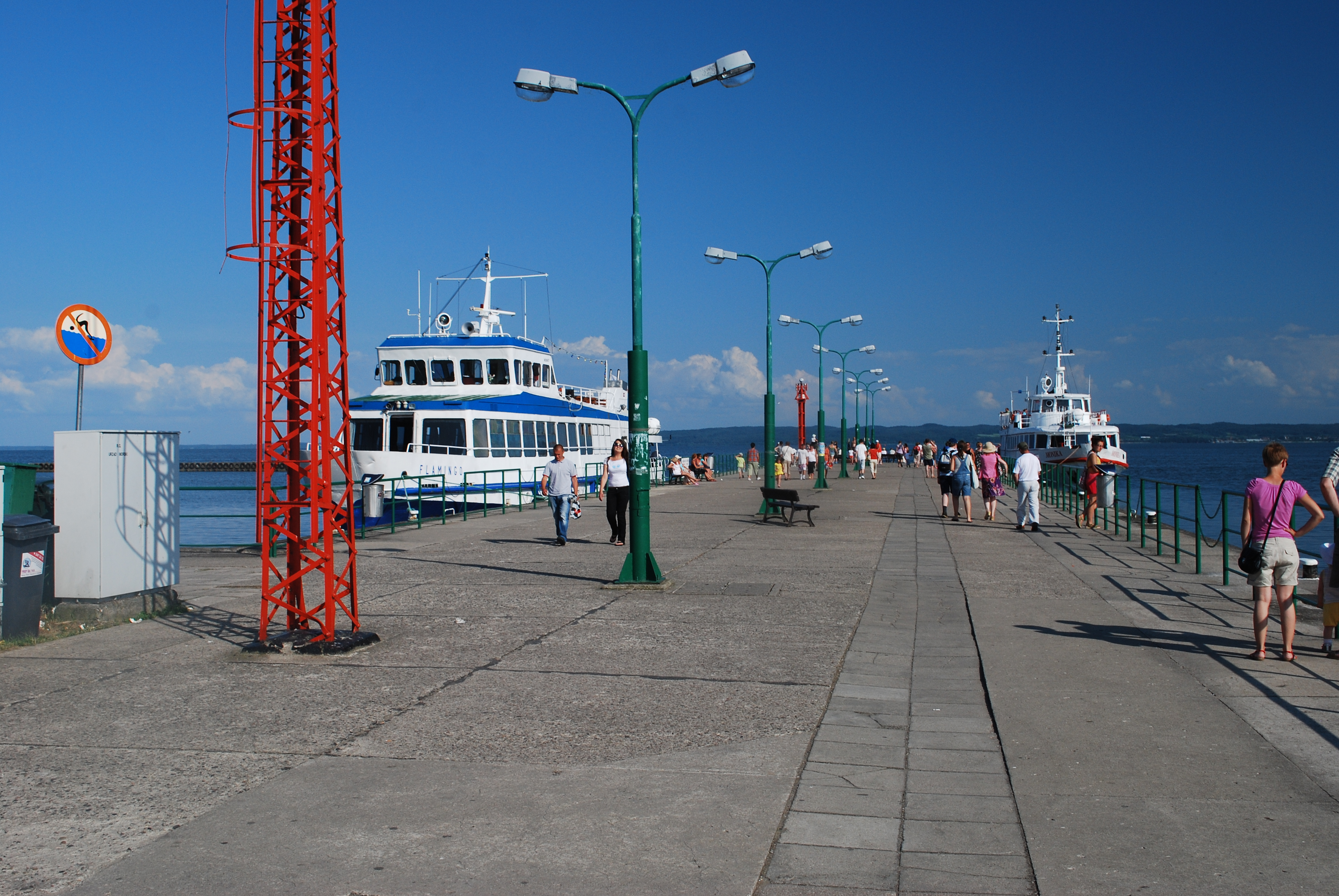
Мол

Криниця-Морська (пол. Krynica Morska, до 1958 Łysica, нім. Kahlberg) — місто в північній Польщі, на Віслинській косі (пол. Mierzeja Wiślana).
Належить до Новодворського повіту Поморського воєводства.
Криниця-Морська не лише є одним із найменших міст за населенням, а й найменшою за населенням міською гміною та взагалі, гміною із найменшим населенням.

## Демографія
Демографічна структура станом на 31 березня 2011 року:
|          | Загалом | Допрацездатний вік | Працездатний вік | Постпрацездатний вік |
| -------- | ------- | ------------------ | ---------------- | -------------------- |
| Чоловіки | 655     | 131                | 451              | 73                   |
| Жінки    | 708     | 125                | 447              | 136                  |
| Разом    | 1363    | 256                | 898              | 209                  |

## Українці в Криниці-Морській

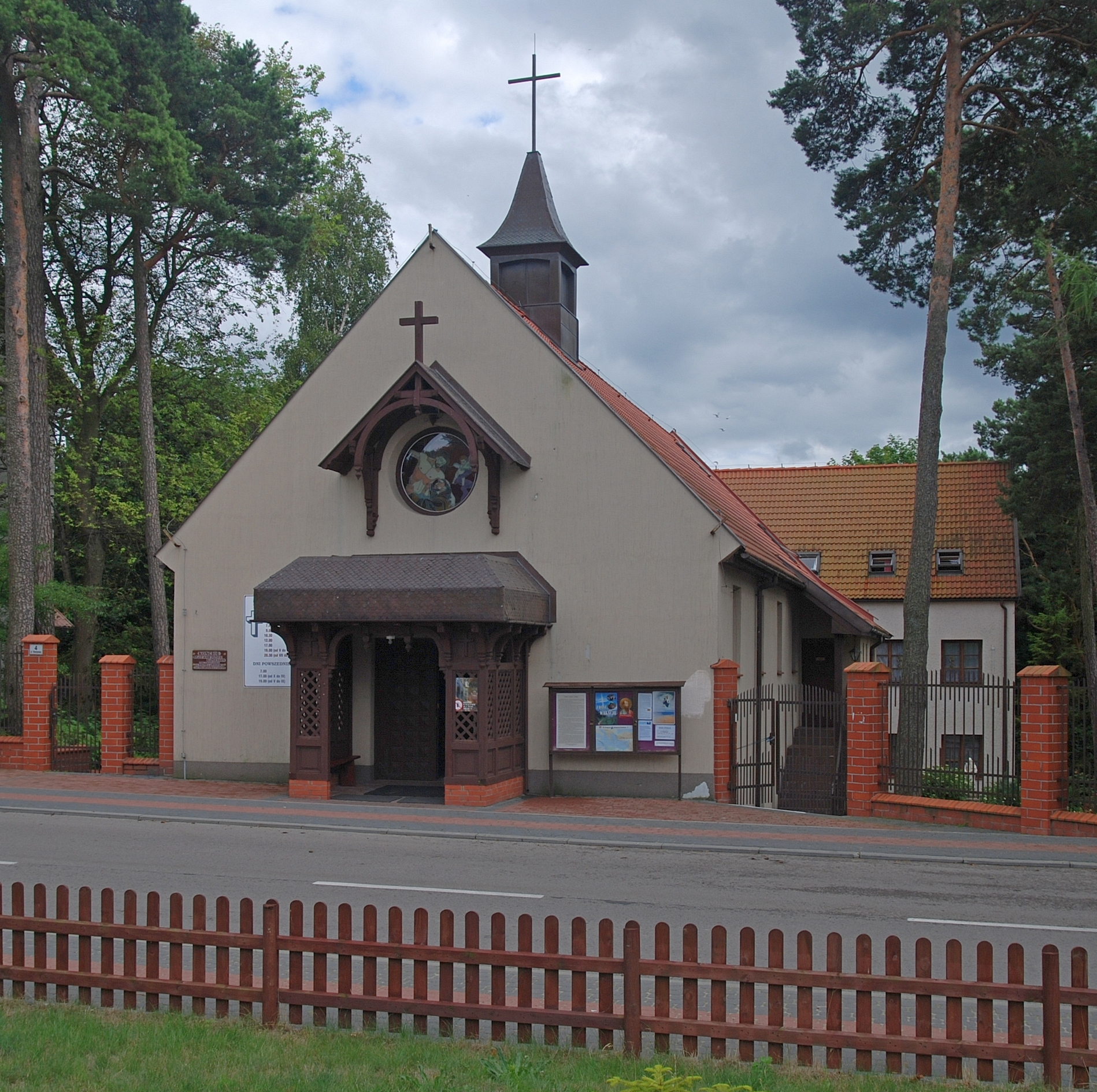
Парафіяльний костел св. Петра апостола та св. Франциска 1938 р, при якому діє душпастерство УГКЦ у Криниці-Морській

В місті поблизу маяка розташовується цвинтар і пам'ятник радянським солдатам (серед яких було багато українців), що вели бої за Вісляну косу та Криницю-Морську, які були місцем евакуації військ та цивільного німецького населення з теренів Східної Пруссії. У містечку наявна українська громада, зважаючи на що по вул. Teleexpresu 4 діє душпастирський пункт Ельблонзького деканату української греко-католицької церкви. 
В містечку є вулиця та школа імені Януша Корчака (вул. Gdańska 55A) – дитячого педагога тісно пов'язаного з Києвом.